# Дом здравља Панчево
Дом здравља Панчево је здравствени центар у Панчеву, који се налази у улици Милоша Обреновића 2–4. Мисија је обезбеђивање квалитетних услуга, како превенције, раног откривања болести, тако и лечења уз максимално коришћење расположивих ресурса. Визија им је да постану место у коме ће корисници висококвалитетних здравствених услуга заједно са едукованим, задовољним кадром, у побољшаном радном окружењу, креирати здраво окружење и подстицати развој здравих животних стилова код корисника.

## Историја

### 1944—1954.
У време ослобођења Панчева 6. октобра 1944. године постојала је амбуланта Окружног уреда у Масариковој улици која је пресељена на први спрат зграде Социјалног осигурања у улици Југословенске народне армије 6 (данас улица Војводе Путника) током 1945. године. Ова амбуланта је 1947—1948. пресељена у зграду у Змај Јовиној улици 10, јер је по исељењу болничког стационара из ове зграде, ту формирана служба опште медицине.
Према писању др. Боривоја Дрндарског, у Панчеву је у Горњем граду отворена амбуланта у просторијама бивше кафане „Код волара”. Амбуланта је до 1948. године била на овој локацији, а касније је пресељена у просторије бивше кафане, која се налазила у згради на углу улица Димитрија Туцовића и Матије Гупца. Претпоставља се да је затворена почетком педесетих година.
Школска поликлиника која је била смештена у улици Јабучки пут 2 (данас Димитрија Туцовића) пресељена је 1. јула 1945. године у Омладинску улицу 2, преко пута Градског стадиона. Нова установа добила је назив Окружна здравствена станица. Служба за заштиту предшколске и школске деце првобитно је била смештена у три просторије (четврта је служила као канцеларија). Почетком 1948. године ова установа добија назив Градска поликлиника. На основу документа који датира од 1. септембра 1948. године тврди се да је у то време у овој установи постојала и амбуланта за кожновенеричне болести, као и амбуланта за оториноларингологију.
На основу извештаја панчевачке здравствене службе 1950. сазнаје се да су те године постојале четири секторске амбуланте. Прва је била смештена у Змај Јовиној улици 10. У наведеном извештају споменуте су и амбуланте Стакларе–Утве (заједничка амбуланта) и Текстилане (која је те године основана). У извештају није наведена локација четврте амбуланте, верује се да је била смештена у Горњем граду. Наведене су и сеоске секторске амбуланте у Банатском Новом Селу, Глогоњу, Долову, Качареву и Омољици. У извештају за 1951. годину, поред већ поменутих амбуланти, појављују се и две нове, у Кончари и Фабрици скроба „Јабука”.
У извештају за 1952. годину наводи се да је амбуланта у Текстилани једно време била затворена и да је поново почела да ради од 2. октобра исте године. Амбуланте у Скробари и Кончари више се не налазе у годишњем извештају.
Од 1. јануара 1953. формиран је Дом народног здравља среза панчевачког. У ову установу су поред панчевачке, укључене и здравствене службе Дебељаче, Ковачице и Опова. Из извештаја за ову годину се сазнаје да су промењени називи постојећих панчевачких амбуланти. Тако је амбуланта у Змај Јовиној улици добила назив амбуланта бр. 1, у Стаклари–Утви амбуланта бр. 2 и у Текстилани амбуланта бр. 3. У то време су и сва панчевачка села, осим Војловице и Иванова, имала своје амбуланте. Становници Војловице лечили су се у Старчеву, а становници Иванова у Омољици. Одмах по формирању Дома здравља у згради у Змај Јовиној 10 отворене су и специјалистичке амбуланте: оториноларингологија и хируршка. Гинеколошка амбуланта постојала је и 1948. године.

### 1954—1964.
Од 1. јануара 1956. године расформиран је Дом народног здравља среза панчевачког и формиран је Дом народног здравља општине Панчево. Нови Дом здравља сачињавале су све панчевачке здравствене установе осим Опште болнице, Очне болнице, Железничке амбуланте, Хигијенског завода и Апотекарске службе. Дому здравља су припадале и секторске амбуланте Стакларе–Утве и Текстилане, новотворена амбуланта у Војловици и амбуланте у селима Јабука и Старчево. Здравствене станице у Банатском Новом Селу, Долову, Качареву и Омољици постале су самосталне установе. Током фебруара 1956. секторска амбуланта у Утви одвојила се од Стакларе, односно Дома здравља и постала је самостална фабричка здравствена станица.
Априла 1957. године и Стакларина амбуланта одвојила се од Дома здравља. Крајем 1957. донета је одлука о новој реорганизацији панчевачке здравствене службе. Из Дома здравља издвојена је педијатријска служба и формирана су два диспанзера, као установе са посебним финансирањем: Диспанзер за предшколску децу и Диспанзер за школску децу (са зубном службом). Ови диспанзери почели су да раде 1. фебруара 1958. године.
У току 1959. године долази до велике реорганизације панчевачке здравствене службе. Општина укида Дом народног здравља и оснива неколико самосталних здравствених станица које су примале пацијенте са одређене градске територије. Ове здравствене станице званично су установљене 1. јула, али све нису одмах почеле да раде, јер смештај за неке од њих још није био обезбеђен. Формирано је пет здравствених станица: Здравствена станица „Центар” у улици Змај Јовиној 10, „Доњи град” у улици Максима Горког 58, „Горњи град” у улици Ђуре Ђаковића 88, „Нови свет” у улици Пионирској 5 и „Војловица” на Тргу XII Војвођанске бригаде 1.
Од 1. априла 1963. године поново је реорганизована панчевачка здравствена служба. Извршена је интеграција свих здравствених станица у граду, станице за хитну помоћ, антитуберкулозног и кожно-венеричног диспанзера и створена је нова установа, Дом народног здравља Панчево. Од Школског, Дечјег и Диспанзера за жене, 1. августа 1963. године, формиран је Центар за заштиту мајке и детета.

### 1964—1984.
Од 1. новембра 1965. године све сеоске здравствене станице из Панчева припојене су Дому народног здравља. Нова установа добила је назив Дом здравља Панчево. Од 1. јула 1969. Дому здравља припојен је Центар за заштиту мајке и детета.
Поред већ постојећих диспанзера: антитуберкулозног, кожно-венеричног, школског, дечјег и диспанзера за жене, Дом здравља добија и нове. Током 1969. године отварају се кардиолошки, спортски и онколошки, а почетком 1970. диспанзер за ментално здравље. Диспанзер за дијабет отворен је 1. јуна 1981. године.
Дом здравља је 1. јула 1972. ушао у састав новооснованог Медицинског центра „Јужни Банат” у Панчеву. Од 1. јануара 1981. је у оквиру Медицинског центра постао Организација удруженог рада, са три ООУР-а: Опште медицине, Диспанзерске службе и Зубнолекарске службе.

### 1984—данас.
Развитком индустрије у Панчеву, шездесетих година прошлога века, дошло је до великог механичког прилива становништва што је довело до стварања нових насеља за више хиљада становника у којима је било потребно обезбедити адекватну здравствену заштиту. Подигнуте и отворене су две нове здравствене станице: „Стрелиште” (за истоимено насеље) 24. септембра 1984. и „Нови град” (за насеље Котеж I и II) 1. марта 1991. године.
Дому здравља је 1. новембра 1991. године припојена Медицина рада, јер је дошло до дезинтеграције дотадашње установе, Завода за заштиту здравља са Медицином рада. Од 24. марта 1997. године, на првом спрату западног крила зграде антитуберкулозног диспанзера формирана је служба за кућно лечење Дома здравља, која се  и данас ту налази.
Од маја 2004. године оформљен је Центар за превентивне здравствене прегледе. У почетку није имао своје просторије, али је убрзо по оснивању почео да спроводи превентивне акције. Просторије је добио у приземљу зграде Дома здравља у улици Паје Маргановића 4 (данас улица Милоша Обреновића). Свечано отварање Центра обављено је 7. јула 2006. године.
Раздвајањем Здравственог центра „Јужни Банат” 1. фебруара 2010. основан је Дом здравља Панчево као посебна здравствена установа, а оснивач је град Панчево.